# Roy Redgrave (Generalmajor)
Sir Roy Michael Frederick Redgrave KBE MC (* 16. September 1925 in Bukarest; † 3. Juli 2011) war ein britischer Generalmajor und Buchautor. Er war von 1975 bis 1978 der 16. Kommandant des Britischen Sektors von Berlin und somit einer der alliierten Stadtkommandanten.

## Leben
Redgrave wurde am 16. September 1925 im Athénée Palace Hotel in Bukarest als Sohn von Micheline Capsa, einer der beiden Töchter von General Mihail Capsa, und des Briten Robin Roy Redgrave geboren. Sein Vater war ein Sohn des Schauspielers Roy Redgrave, der die Schauspielerfamilie Redgrave begründete.
Redgrave wuchs in Doftan, nördlich von Bukarest, auf. Sein Vater war hier für rumänische Ölunternehmen tätig. Bei Ausbruch des Zweiten Weltkrieges hielt sich Redgrave in England auf, wo er die Sherborne School besuchte. Im Alter von 17 Jahren meldete sich Redgrave für das Kavallerieregiment The Royal Horse Guards (The Blues). Er wurde mit Truppen des 1st Household Cavalry Regiment in Aldershot stationiert. Mit diesen kam er 1945 in die Niederlande und nahm später an der Rheinüberquerung teil. Für seinen Einsatz in Düdenbüttel wurde er mit dem Military Cross ausgezeichnet.
Nach dem Zweiten Weltkrieg blieb er in Deutschland stationiert und diente als General Staff Officer (Grade 3). 1959 kommandierte er auf Zypern eine Schwadron die gegen EOKA-Kämpfer zum Einsatz kam. Von 1960 bis 1962 diente er als military assistant des Deputy Supreme Commander Europe, General Hugh Stockwell. Anschließend kommandierte Redgrave das Household Cavalry Mounted Regiment in London.
Von 1965 bis 1967 kommandierte er die der Britischen Rheinarmee unterstehenden Truppen der Blues. Danach wurde er in das Hauptquartier der 2nd Armoured Division versetzt. Es folgte eine Beförderung zum Brigadier, sowie gleichzeitig seine Ernennung zum Commander Royal Armoured Corps (RAC), einen Posten, den er von 1970 bis 1972 bekleidete. Sein Hauptquartier befand sich in Tidworth. 1973 wurde er Kommandeur von Bovington Camp und Lulworth Camp in der Grafschaft Dorset. Zwei Jahre später wurde er nach Berlin versetzt und fungierte dort, als Nachfolger von David Scott-Barrett, bis 1978 als britischer Stadtkommandant. Nachdem er durch Robert Richardson abgelöst wurde, war er Kommandeur der Britischen Streitkräfte in Hongkong.
1980 ging er in den Ruhestand wurde zu diesem Anlass als Knight Commander des Order of the British Empire zum Ritter geschlagen. Redgrave wurde nun Generaldirektor des Winston Churchill Memorial Trust, sowie Honorary Colonel der 31st Signal Regiment Volunteers. 2000 veröffentlichte er das autobiografische Buch Balkan Blue: Family and Military Memories. 2006 folgte das autobiografische Buch The Adventures of Colonel Daffodil.
Redgrave war seit 1953 bis zu ihrem Tod 2010 mit Valerie Wellesley verheiratet. Aus der Ehe gingen zwei Söhne hervor.

## Veröffentlichungen
- 2000: Balkan Blue: Family and Military Memories
- 2006: The Adventures of Colonel Daffodil